# Zujevka
Zujevka (rusky Зуевка) je město v Kirovské oblasti v Ruské federaci. Při sčítání lidu v roce 2010 měla přes jedenáct tisíc obyvatel.

## Poloha a doprava
Zujevka leží několik kilometrů jižně od toku Čepcy, levého přítoku Vjatky v povodí  Kamy. Od Kirova, správního střediska oblasti, je vzdálena přibližně devadesát kilometrů východně.
Přes Zujevku prochází železniční trať z Permu přes Kirov do Kotlasu.

## Dějiny
Sídlo zde vzniklo v roce 1895 při výstavbě železniční trati u stejnojmenné železniční stanice. Městem je Zujevka od roku 1944. Stala se jím i v souvislosti s druhou světovou válkou, kvůli které se skokově zvýšil počet obyvatel díky uprchlíkům ze západní části země okupované nacistickým Německem.